# Guy Chantepleure
Guy Chantepleure est le pseudonyme de Jeanne-Caroline Violet (dite Mme Dussap), romancière et voyageuse française née le 1er février 1870 à Paris et morte le 26 juin 1951 à Mayenne. Elle est l'auteure d'œuvres romanesques et récits de voyage.

## Biographie

### Enfance et formation
Jeanne-Caroline Violet est née à Paris le 1er février 1870. Elle est la fille de Marie La Salle et d'Adolphe Violet, haut fonctionnaire et chef de cabinet au ministère des Postes et Télécommunications. Jeanne-Caroline, sa sœur et ses deux frères vivent avec leurs parents rue de Monceau dans le 8e arrondissement de Paris.
Elle fait ses études supérieures dans un cours privé et apprend la musique et le chant. Fortement ému par la musique, on la surnomme "Chante-et-pleure", qui deviendra plus tard son nom de plume.

### Débuts littéraires
En 1896, elle publie pour la première fois le livre Ma conscience en robe rose. Elle a alors 25 ans. Ce roman sentimental remporte le prix Montyon de l'Académie française en 1896.
En 1901, elle remporte encore le prix Montyon de l'Académie française grâce à son second livre Fiancée d'Avril publié en 1898. Ce roman est également publié sous forme de feuilleton dans le journal Le Temps entre le 26 septembre 1899 et le 26 novembre 1899.
S'ensuit la publication de nombreux romans.

### Mariage et voyages
Le 15 février 1912 Jeanne Violet, alors âgée de 42 ans, épouse Edgar Dussap, un diplomate de cinq ans son cadet.
Dès juillet 1912, Edgar est nommé vice-consul à Janina, une ville qui fait alors partie de l'Empire ottoman. Jeanne Violet et son mari se retrouvent dans la ville de Janina, alors appartenant à l'Empire ottoman, lorsqu'elle fut assiégée par les Grecs d'octobre 1912 à mars 1913. Son rôle et celui de son mari le diplomate Edgar-Étienne Dussap, dans des circonstances difficiles, fut tout d'intelligence et d'énergie. Jeanne écrit son expérience dans son journal personnel puis publie La Ville assiégée, Janina, octobre 1912-mars1913 en 1913.
Edgar est ensuite envoyé à Athènes jusqu'en 1924 puis revient à Paris pour être consul général attaché au Quai d'Orsay. Le couple habite alors rue Dulong dans le 17e arrondissement  et ils mènent une vie mondaine.
Elle habite ensuite Sydney, d'où le voyage décrit dans Escales océaniennes en Nouvelle-Calédonie sur le La Pérouse.
En janvier 1921, elle reçoit la Légion d'honneur pour sa carrière littéraire.
Une rue de Janina porte le nom de Guy Chantepleure.[réf. nécessaire]
Guy Chantepleure devient veuve, au cours d'un voyage en Bretagne.
Elle meurt à Mayenne, ville où elle s’est retirée en famille durant l’Occupation et où elle résidait 2 boulevard Anatole-France. Guy Chantepleure était de confession protestante.

## Œuvres
- Ma conscience en robe rose, Lemerre, 1895, in-18, 248 pp.. Calmann-Lévy, 1901 et 1912 - Prix Montyon de l’Académie française en 1896, [lire en ligne] ;
- Fiancée d'Avril, Calmann-Lévy, 1898, 1902, 1912, 1950 - Prix Montyon de l’Académie française en 1901, [lire en ligne] ;
- Le Château de la vieillesse, Tours : A. Mame et fils, (1900), in-18, 372 p., fig., planche. Les illustrations de cette édition et des suivantes sont de Lucien Métivet, [lire en ligne] ;
- Les ruines en fleurs, Calmann-Lévy, 1901, 1926, 264 p ;
- Mon ami l'oiseau bleu, Tours : A. Mame et fils, 1901, in-4 ̊ , 173 p., fig. Recueil de contes ;
- Âmes féminines, Paris, Calmann Lévy, 1902, 1905, 403 p. ;
- Sphinx blanc, Paris, Calmann-Lévy, 1903, 1904, 1922, 342 p., [lire en ligne] ;
- L'Aventure d'Huguette, Paris : Calmann-Lévy, 1904, in-18, 363 p. ;
- Le Théâtre de la primevère (6 pièces pour enfants). Illustrations de Lucien Métivet. Tours : A. Mame et fils, (1904), in-4 ̊ , 143 p., fig., Florizel et Percinette. La Migraine de l'impératrice. Lydie. Les Trois fées. Diplomate ou voleur. Mariage de raison, 1924, [lire en ligne] ;
- Le baiser au clair de lune, Paris : Calmann-Lévy, 1908, in-16, 341 p., publié également en supplément à la Nouvelle mode, 1948, [lire en ligne] ;
- La folle histoire de Fridoline, Paris : Calmann-Lévy, 1908, in-16, II-360 p., 1948, [lire en ligne] ;
- Collection des romans honnêtes, 1909, 1911, 1915, 1922 ;
- Malencontre. Paris : Calmann-Lévy, 1910, in-18, 420 p., 1935, [lire en ligne] ;
- La Passagère. Paris : P. Lafitte, 1911, in-16, 432 p., 1939, 1945. Ont été tirés de ce roman les films Malencontre de Germaine Dulac en 1920 et La Passagère de Jacques Daroy en 1949 ;
- Le Hasard et l'amour. Paris : Calmann-Lévy, 1911, in-18, 323 p. ;
- La Ville assiégée, Janina, octobre 1912-mars 1913. Paris : Calmann-Lévy, 1913, in-18, 295 p. - Prix Jules-Davaine de l’Académie française en 1914 ;
- Mariage de raison, comédie en 1 acte, en prose... 8 p. ; in-8°, extrait de Lisez-moi bleu, 1er septembre 1918 ;
- L'Inconnue bien-aimée… Paris : Calmann-Lévy, 1925, in-16, 384 p. ;
- Le Magicien. Paris : Calmann-Lévy, 1927, in-16, 288 p., 1948 ;
- Le Cœur désire… Paris : Calmann-Lévy, 1931, in-16, 243 p. Collection nouvelle ;
- Comédie nuptiale… Paris : Calman-Lévy, 1932, in-16, 223 p., couv. ill. en coul. Lisez ;
- Escales océaniennes. Nouvelle-Calédonie, Nouvelles-Hébrides. Paris : Calmann-Lévy, 1935, in-16, II-216 p., carte ;
- Eux et nous sur un bateau. Paris : Calmann-Lévy, 1936, in-16, 240 p. ;
- Mes souvenirs de Bali. Paris : Calmann-Lévy, 1938, in-16, 206 p., pl., carte, couv. ill.

### Articles
- Auguste Nefftzer (Fondateur de la publication et directeur de publication), « Académie Française - Les Prix de vertus », Le Temps, vol. 36, no 12963s,‎ 27 novembre 1896, p. 1-2 (lire en ligne).
- Guy Chantepleure, « Fiancée d'Avril », Le Temps,‎ 1899a, p. 1 (lire en ligne).
- Guy Chantefleure, « Fiancée d'Avril », Le Temps, vol. 39, no 14051,‎ 1899b, p. 1 (lire en ligne).
- Auteur inconnu, « Académie Française - Séance du 27 juin », Journal officiel de la République Française, vol. 33, no 183,‎ 8 juillet 1901, p. 4172-4173 (lire en ligne).
- Hyppolyte de Villemessant (Directeur de publication), « Mariages », Figaro, vol. 58, no 47,‎ 16 février 1912, p. 3 (lire en ligne).
- Auteur inconnu, « Nouvelles politiques », Journal des débats politiques et littéraires, vol. 124, no 213,‎ 2 août 1912, p. 3 (lire en ligne).
- Gaston de Pawlowski (Rédacteur en chef), « Mme Guy Chantepleur », Comoedia, vol. 25, no 6921,‎ 1er janvier 1932, p. 3 (lire en ligne).
- Henry Bordeaux, « Une Française hors de France », Figaro, vol. 107, no 14,‎ 14 janvier 1932, p. 5 (lire en ligne).
- Christine Genin, « Guy Chantepleure, des roses roses aux anthropophages », Le Blog Gallica,‎ 13 décembre 2022 (lire en ligne).